# Neoplocaederus scapularis
Neoplocaederus scapularis är en skalbaggsart som först beskrevs av Fischer 1821.  Neoplocaederus scapularis ingår i släktet Neoplocaederus och familjen långhorningar.
Artens utbredningsområde är:
- Afghanistan.
- Iran.
- Kazakstan.

Inga underarter finns listade i Catalogue of Life.